# أوكلي هال
أوكلي هال (بالإنجليزية: Oakley Hall)‏ (1 يوليو 1920، سان دييغو في الولايات المتحدة - 12 مايو 2008، نيفادا سيتي في الولايات المتحدة)؛ كاتب وروائي أمريكي. درس في جامعة كاليفورنيا.

## روابط خارجية
- أوكلي هال على موقع IMDb (الإنجليزية)
- أوكلي هال على موقع قاعدة بيانات الفيلم (الإنجليزية)